# Celso Cianchi
Celso Cianchi detto Montieri (Sovicille, 19 febbraio 1859 – Siena, 19 gennaio 1937) è stato un fantino italiano.
Ha corso il Palio di Siena in 17 occasioni, vincendo il Palio straordinario del 23 settembre 1896 nella Contrada dell'Istrice sul cavallo Febo. Montieri vinse il Palio indetto per l'inaugurazione della statua equestre dello scultore Raffaello Romanelli a Giuseppe Garibaldi, conducendo una corsa di testa fin dall'inizio, mantenendo sempre a notevole distanza l'inseguitrice Tartuca.